# Du'uzu
Du'uzu (auch Dumuzi, SIPA ddumu-zi ik-ka-mu-u; Monat der Ergreifung/des Todes von Dumuzi) war der akkadische Name des vierten Monats im babylonischen Kalender. Da im Monat Nisannu gemäß der babylonischen Quellen entweder das erste Neulicht oder der erste Vollmond des Frühjahrs lag, begann der Monat Du'uzu im Normalfall frühestens am 4. Juni und spätestens am 17. Juli. Im Jüdischen Kalender, der von den Juden während des Babylonischen Exils zwischen 586 und 536 v. Chr. aus dem Babylonischen Kalender übernommen wurde,  entspricht der Du'uzu dem Monat Tammus.

## Planmäßiger Schaltzyklus ab 424 v. Chr.

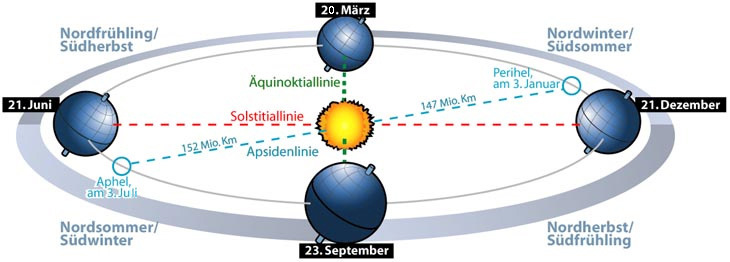

Im Jahr 424 v. Chr. wurde von Artaxerxes I. ein planmäßiger Schaltzyklus eingeführt. In den Jahren 3, 6, 8, 11, 14 und 19 erfolgte der Einschub des Monats Addaru II; im 17. Jahr dagegen als 13. Monat der Ululu II. Die Nachfolger von Artaxerxes I. hielten sich ebenfalls an das Schaltschema. Im Gegensatz zu den früheren Schaltungen fiel in den Du'uzu nun grundsätzlich das erste Neulicht oder der erste Vollmond ab Sommeranfang (22. Juni).
Aufgrund der planmäßigen Schaltungen bestand für den Zeitpunkt des ersten Monatstages vom Du'uzu nur noch eine Schwankungsbreite von 28 Tagen (17. Juni bis 15. Juli); der Durchschnittswert lag bei 14 Tagen (1. Juli). Nach 19 Jahren begann der nächste Schaltzyklus, der wieder die gleichen Datierungen aufwies.
| Schaltzyklus im babylonischen Kalender |                     |                  |                           |                          |            |
| Zyklusjahr                             | Datierung           | Schaltmonat      | Beginn des Schaltmonats   | Beginn des Monats Du'uzu | Zyklusjahr |
| 19                                     | 425 bis 424 v. Chr. | Addaru II        | 19. März 424 v. Chr.      | 14. Juli 424 v. Chr.     | 1          |
| 1                                      | 424 bis 423 v. Chr. | ohne Schaltmonat | –                         | 3. Juli 423 v. Chr.      | 2          |
| 2                                      | 423 bis 422 v. Chr. | ohne Schaltmonat | –                         | 22. Juni 422 v. Chr.     | 3          |
| 3                                      | 422 bis 421 v. Chr. | Addaru II        | 14. März 421 v. Chr.      | 10. Juli 421 v. Chr.     | 4          |
| 4                                      | 421 bis 420 v. Chr. | ohne Schaltmonat | –                         | 29. Juni 420 v. Chr.     | 5          |
| 5                                      | 420 bis 419 v. Chr. | ohne Schaltmonat | –                         | 18. Juni 419 v. Chr.     | 6          |
| 6                                      | 419 bis 418 v. Chr. | Addaru II        | 12. März 418 v. Chr.      | 7. Juli 418 v. Chr.      | 7          |
| 7                                      | 418 bis 417 v. Chr. | ohne Schaltmonat | –                         | 26. Juni 417 v. Chr.     | 8          |
| 8                                      | 417 bis 416 v. Chr. | Addaru II        | 18. März 416 v. Chr.      | 15. Juli 416 v. Chr.     | 9          |
| 9                                      | 416 bis 415 v. Chr. | ohne Schaltmonat | –                         | 4. Juli 415 v. Chr.      | 10         |
| 10                                     | 415 bis 414 v. Chr. | ohne Schaltmonat | –                         | 24. Juni 414 v. Chr.     | 11         |
| 11                                     | 414 bis 413 v. Chr. | Addaru II        | 15. März 413 v. Chr.      | 12. Juli 413 v. Chr.     | 12         |
| 12                                     | 413 bis 412 v. Chr. | ohne Schaltmonat | –                         | 1. Juli 412 v. Chr.      | 13         |
| 13                                     | 412 bis 411 v. Chr. | ohne Schaltmonat | –                         | 20. Juni 411 v. Chr.     | 14         |
| 14                                     | 411 bis 410 v. Chr. | Addaru II        | 13. März 410 v. Chr.      | 10. Juli 410 v. Chr.     | 15         |
| 15                                     | 410 bis 409 v. Chr. | ohne Schaltmonat | –                         | 28. Juni 409 v. Chr.     | 16         |
| 16                                     | 409 bis 408 v. Chr. | –                | ohne Schaltmonat          | 17. Juni 408 v. Chr.     | 17         |
| 17                                     | 408 bis 407 v. Chr. | Ululu II         | 13. September 408 v. Chr. | 6. Juli 407 v. Chr.      | 18         |
| 18                                     | 407 bis 406 v. Chr. | ohne Schaltmonat | –                         | 25. Juni 406 v. Chr.     | 19         |
| 19                                     | 406 bis 405 v. Chr. | Addaru II        | 19. März 405 v. Chr.      | 14. Juli 405 v. Chr.     | 1          |
| 19                                     | 387 bis 386 v. Chr. | Addaru II        | 19. März 386 v. Chr.      | 14. Juli 386 v. Chr.     | 1          |